# 778
Évszázadok: 7. század – 8. század – 9. század
Évtizedek: 720-as évek – 730-as évek – 740-es évek – 750-es évek – 760-as évek – 770-es évek – 780-as évek – 790-es évek – 800-as évek – 810-es évek – 820-as évek
Évek: 773 – 774 – 775 – 776 –  777 – 778 – 779 – 780 – 781 – 782 – 783

## Események

### Bizánci Birodalom
- IV. León császár nagy sereget indít az Abbászida Kalifátus ellen. Szíriában ostrom alá veszik Germanikeiát; a várost nem sikerül elfoglalni, de a felmentő abbászida sereget szétverik. A helyi szíriai keresztények közül sokat elhurcolnak és Trákiában telepítik le őket.

### Európa
- Az előző évben kötött szövetségi szerződés alapján Nagy Károly frank király sereggel bevonul az Ibériai-félszigetre, hogy Abbászidákkal együtt megtámadja a Cordóbai Emirátust. A barcelonai muszlim kormányzó csatlakozik hozzá, de Zaragoza ura, Husszein megtagadja a keresztények átengedését. Nagy Károly egy hónapig ostromolja Zaragozát, majd hadisarc fejében feladja az ostromot és hazaindul. Útközben elfoglalja és elpusztítja Pamplonát, a baszkok legnagyobb városát, mert úgy véli, hogy a baszkok a muszlimok pártján állnak.
- Hazafelé menet a Pireneusokban a Roncevaux-hágónál a baszkok meglepetésszerűen megtámadják és lemészárolják a frank utóvédet, köztük Roland (Hroutland) bretagne-i őrgrófot. Kifosztják a hadsereg készleteit, majd elmenekülnek, mielőtt a király bosszút állhatna. A csatáról írt 11. századi Roland-ének a középkori költészet egyik legnagyobb hatású darabja.[1]
- Kihasználva a frankok ibériai lekötöttségét, a szászok Widukind vezetésével betörnek a birodalomba, feldúlják a Rajna-vidéket és kifosztják a Köln melletti Deutz városát, majd a frank ellentámadás visszaveri őket. A szász veszély miatt a fuldai apátságból biztonságos helyre menekítik Szent Bonifác ereklyéit.
- Meghal II. Alpín pikt király. Utóda II. Talorc.

### Japán
- Kiotóban megépül a Kijomizu-dera templom.

## Születések
- április 16. – Jámbor Lajos, frank császár
- Hesbaye-i Ermengarde, Jámbor Lajos felesége
- Tang Hszian-cung, kínai császár

## Halálozások
- augusztus 15. – Roland, frank főnemes
- II. Alpín, pikt király

## Fordítás
- Ez a szócikk részben vagy egészben  a(z)   778 című angol Wikipédia-szócikk ezen változatának fordításán alapul.  Az eredeti cikk szerkesztőit annak laptörténete sorolja fel. Ez a jelzés csupán a megfogalmazás eredetét és a szerzői jogokat jelzi, nem szolgál a cikkben szereplő információk forrásmegjelöléseként.